# Lindi (rivière)
Pour les articles homonymes, voir Lindi (homonymie).

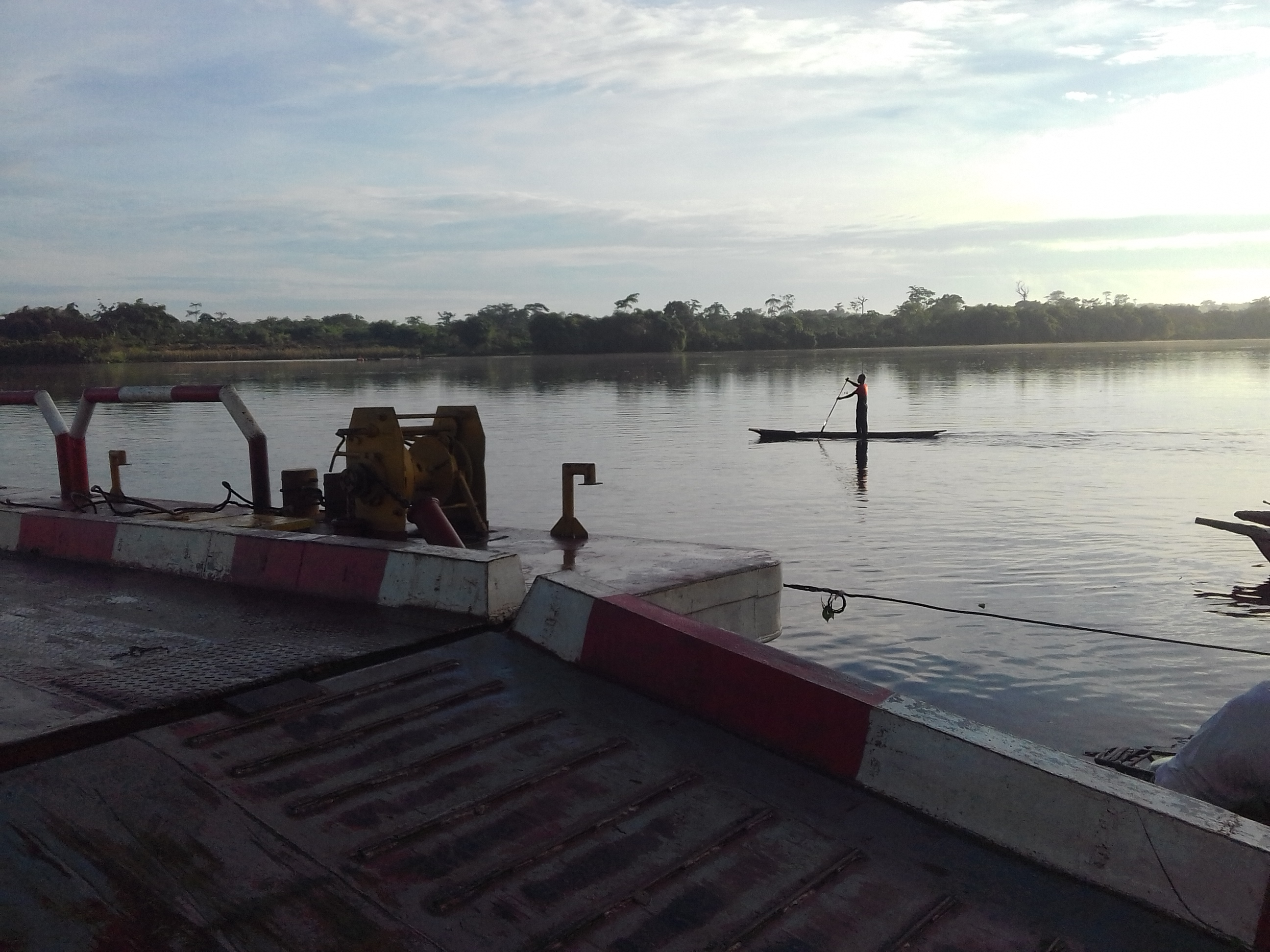

La Lindi est une rivière, affluent du fleuve Congo avec lequel elle conflue en aval de Kisangani après avoir conflué avec la Tshopo.

## Géographie
La Lindi prend source dans le centre du Nord-Kivu. Elle traverse le parc national de la Maiko et coule vers le nord, et sert de frontière entre les provinces du Nord-Kivu et Orientale avant d’arriver à Bafwasende où elle est traversée par la route nationale 4. Elle coule ensuite principalement vers l’est, avant de redescendre vers le sud où elle est rejointe par la Tshopo à quelques kilomètres d’où elle se jette dans le fleuve Congo près de Kisangani.